# Santiago de Liniers
Santiago de Liniers e Bremond (ou Jacques Antoine Marie Liniers Bremond,) (Niort, 25 de julho de 1753
- Cabeza de Tigre (nas proximidades de Cruz Alta), 26 de Agosto de 1810) foi um militar francês que foi administrador colonial para a coroa espanhola e vice-rei do Vice-Reino do Rio da Prata em 1807 e 1809. Defendeu a província das Invasões Britânicas. 

## Carreira

### Europa e na África
Jacques de Liniers veio de uma família da nobreza francesa. Seu pai detinha o título de conde, que seu irmão mais velho herdaria. Jacques começou sua carreira naval ainda jovem como pajem do Grão-Mestre da Ordem de Malta. Após três anos de serviço, ele voltou para a França, mas decidiu entrar ao serviço da coroa espanhola. Ele lutou no norte da África sob o comando de Alejandro O'Reilly e depois entrou na Academia Naval de Cádiz.

### Primeira campanha na América do Sul 1776
Em 1776 ele foi para a América do Sul pela primeira vez e lutou com sucesso contra os portugueses na Guerra Hispano-Portuguesa em 1776 sob o comando de Pedro de Cevallos no que hoje é o Uruguai. No ano seguinte, ele voltou primeiro para a Espanha. No decorrer da Guerra da Independência Americana, os franceses e espanhóis apoiaram os americanos na luta contra os britânicos a partir de 1779. Em Menorca, Liniers destacou-se no combate contra a Marinha britânica e foi promovido a comandante de fragata. Nos anos seguintes continuou a servir na Marinha Espanhola em vários cargos.

### No Río de la Plata
Em 1788, Liniers foi novamente enviado para a América do Sul e serviu como comandante do porto de Buenos Aires. Após a morte de sua primeira esposa, ele se casou pela segunda vez no Río de la Plata e se casou com a filha do comerciante Martín de Sarratea.
Em 1802 foi transferido para Misiones, onde atuou como governador e comandante-em-chefe das tropas locais. Em 1804 voltou a Buenos Aires como chefe da estação naval.

### Libertação de Buenos Aires em agosto de 1806
Em junho de 1806, uma força expedicionária britânica comandada por William Carr Beresford conquistou Buenos Aires. O vice-rei Rafael de Sobremonte fugiu para Córdoba com sua família e confiou a Liniers a (sem esperança) defesa. Liniers procurou aliados em Buenos Aires e organizou a resistência contra os britânicos com Martín de Álzaga ; depois disso foi para Montevidéu, onde conseguiu levantar uma tropa de voluntários com a ajuda do governador local Ruiz Huidobro. Beneficiando-se de seu conhecimento sobre ventos e correntes, os espanhóis retornaram a Buenos Aires de Montevidéu pelo Rio da Prata. A força combinada liderada por Liniers e Álzaga conseguiu forçar os britânicos a se renderem em combates de rua. Em 12 de agosto de 1806, Buenos Aires estava de volta às mãos dos espanhóis. Um conselho (cabildo aberto) solicitou demonstrativamente ao vice-rei Sobremonte que transferisse o comando militar para Liniers.

### Defesa de Montevidéu, posse como vice-rei interino
Os espanhóis temiam uma segunda invasão iminente pelos britânicos. Liniers foi novamente a Montevidéu para ali organizar a defesa. Em fevereiro de 1807, os ingleses comandados por John Whitelocke atacaram com uma força muito maior e capturaram Montevidéu. A Real Audiência de Buenos Aires, em ato inédito, declarou deposto o vice-rei Sobremonte. Em seu lugar, Santiago Liniers assumiria provisoriamente o comando supremo e o cargo de vice-rei.

### Libertação de Buenos Aires
Depois de tomar Montevidéu e o atual Uruguai ( Banda Oriental ), os britânicos voltaram sua atenção para a margem sul do Río de la Plata. Liniers retirou-se de Buenos Aires e reorganizou suas tropas. Ele inicialmente deixou a luta de rua em Buenos Aires para Álzaga, a quem surpreendentemente apoiou com suas unidades e artilharia. Graças a esse elemento surpresa, os britânicos tiveram que admitir a derrota em 7 de julho de 1807.

Brasão de armas de Santiago de Liniers, Vice-rei do Río de la Plata.

### Posse como vice-rei reconhecido
Após a vitória contra os ingleses, Liniers foi considerado um herói do povo. A Coroa espanhola aprovou a decisão da Real Audiência em maio de 1808, confirmando Liniers no cargo e tornando-o conde de Buenos Aires. Ao mesmo tempo, a vitória indígena, conquistada sem o apoio da metrópole, formou o primeiro núcleo de um movimento de independência no que hoje é a Argentina.
Com o passar do tempo, ficou claro que Liniers, embora um talentoso estrategista militar, tinha menos talento na política. Quando a Espanha se tornou um teatro de guerra durante as Guerras Napoleônicas, Liniers foi criticado por suas origens, embora sempre se declarasse leal ao rei Fernando VII e rejeitasse a assunção do poder por José Bonaparte.

### Deposição, Contrarrevolução e Morte
Em 1809, enquanto a luta entre os partidários de Napoleão e os monarquistas espanhóis ocorria na península espanhola durante as Guerras Napoleônicas, a Junta Suprema Central ordenou o alívio de Liniers, que foi substituído por Baltasar de Cisneros. Santiago de Liniers renunciou ao cargo e retirou-se para a província de Córdoba. Após a Revolução de Maio de 1810, ele tentou organizar a resistência monarquista ao novo governo. Por ordem de Mariano Moreno, Liniers foi fuzilado sumariamente em agosto de 1810 por alta traição.